# Dražkovce
Dražkovce (in ungherese Draskócvölgye) è un comune della Slovacchia facente parte del distretto di Martin, nella regione di Žilina.
Ha una popolazione di 1000 persone al 26 maggio 2018.